# Torrent de Lligalbé
El Torrent de Lligalbé, també conegut com dels Frares, del Notari i de Faura, es troba al barri del Baix Guinardó de Barcelona.

## Història i descripció
En aquest indret hi havia una masia documentada el segle xii, la ubicació de la qual no és coneguda amb exactitud. De tots els torrents que travessaven el barri, és el que millor s'ha conservat, sobretot en una petita part entre els carrers de Lepant i de Padilla, on hi ha un passatge que porta aquest nom, amb entrada des del Mas Casanovas.